# 유평파
유평파(劉平波, 1910년 10월 5일~1947년 5월 9일)는 대한민국의 독립운동가이다.
이명(異名)은 유병무(劉炳武)이고 호(號)는 백선(白仙)이다.

## 생애

### 주요 이력
1910년 평안남도 강서(江西)군 출신으로 1936년 중국 상해(上海)에서 활동하던 형 유진동을 권유로 중국에 망명하여 독립운동을 전개하였다.
1938년 10월 류저우(柳州)에서 광복군의 전신이라 할 한국광복진선청년공작대(韓國光復陣線靑年工作隊)에 입대하여 정보수집 및 초모(招募) 공작활동을 하다가 김구 주석에게 발탁되어 한국독립당원이 됐다. 이후 중국 중앙육군군관학교에 입학하여 과정을 마치고 1941년 대한민국 임시정부가 특수경찰기구로서 경위대를 조직하는데 공헌하였다.
1944년 대한민국 임시정부 내무부 경위대 대부로 임명되어 김구 주석의 경호에 전념하는 한편 각종 공작과 요인간의 비밀연락 업무를 맡았다.
임시정부 귀국때 고국에 온 선생은 다시 김구 선생의 특별지시를 받고 중국에 재입국한 뒤 1947년 5월 9일 상해에서 38세의 나이로 별세했다.

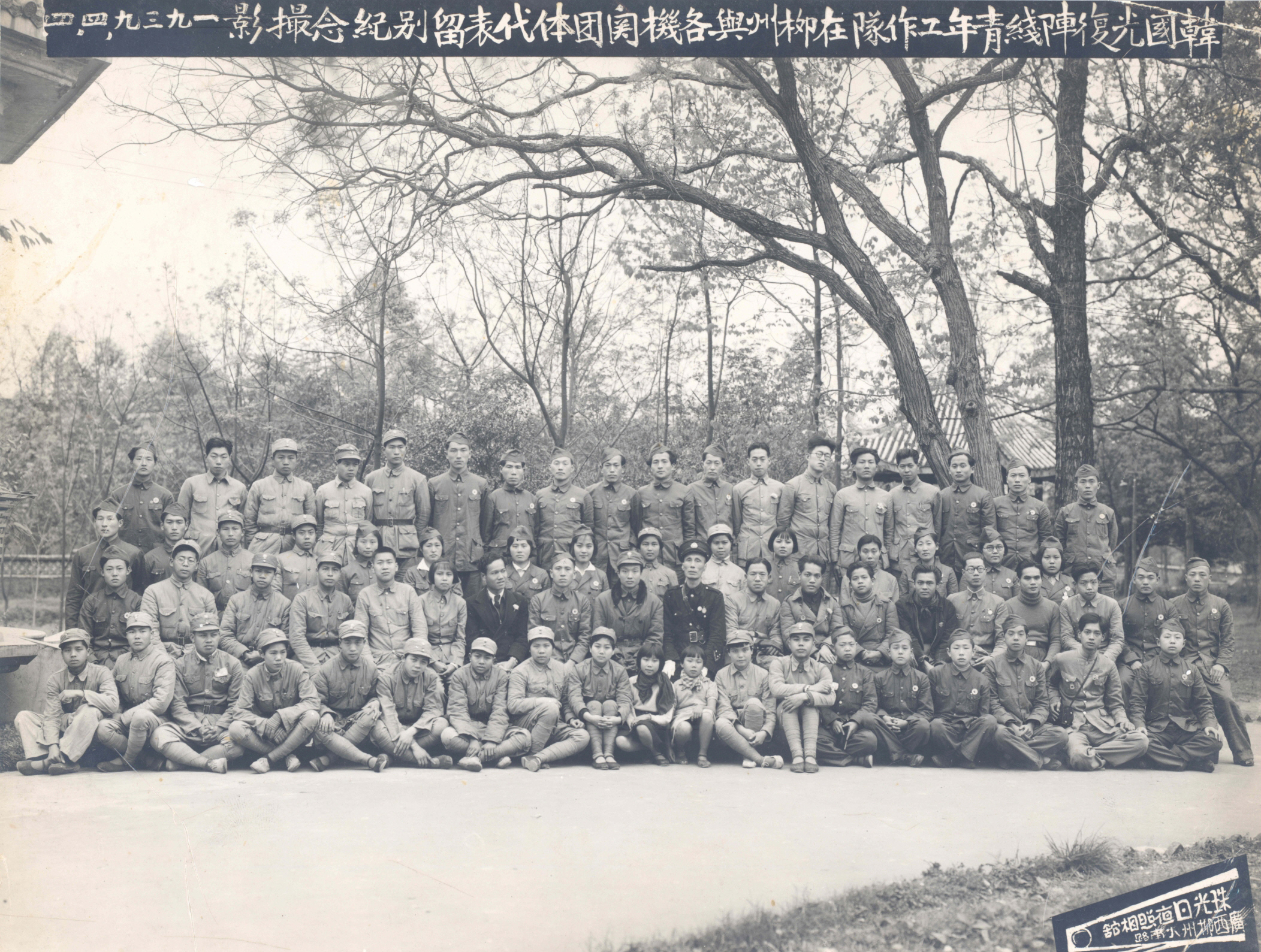
1939년 4월 4일 한국광복진선청년공작대가 유주를 떠나면서 중국의 각 단체대표들과 기념촬영. 뒷줄 오른쪽 2번째가：유평파 선생

 

## 사후
대한민국 정부에서는 고인의 공훈을 기리고자 1990년 3월 1일을 기하여 대한민국 건국훈장 애국장을 추서하였다.

## 참고 자료
- 日帝侵略下韓國36年史(國史編纂委員會) 第13卷 608·613面

- 韓國臨時政府職員 眷屬僑民名冊

- 獨立運動史(國家報勳處) 第6卷 405面

- 韓國獨立運動史(秋憲樹) 第1輯 312·317面

- 獨立有功者後孫證言

## 같이 보기
| - 김구 - 송정헌 | - 차리석 - 유진동 | - 이동녕 - 조완구 |